# Phaea rufiventris
Phaea rufiventris là một loài bọ cánh cứng trong họ Cerambycidae.